# Hypolimnas holdeni
Hypolimnas holdeni är en fjärilsart som beskrevs av Butler 1884. Hypolimnas holdeni ingår i släktet Hypolimnas och familjen praktfjärilar. Inga underarter finns listade i Catalogue of Life.